# Фокон
Фокон — фокусирующий конус, полый зеркальный, или стеклянный монолитный, или волоконно-оптический, изготовленный из спеченных вместе стеклянных нитей — световодов. Сердцевина каждой из нитей имеет более высокий показатель преломления, чем оболочка. Изображение, спроецированное на один из торцов, переносится с соответствующим изменением масштаба на другой торец. Используется в качестве концентратора в оптических системах с малой угловой апертурой.
Другое значение: орудия мелкого калибра применявшиеся в армиях и флотах XVI—XVIII веков, получили названия по клейму мастера: фокон (по-французски «сокол»), фоконет (по-французски «соколенок»), откуда и произошло название — фальконет. Последнее название орудия мелкого калибра сохранилось еще в XIX веке, до конца существования гладкоствольной артиллерии. До второй половины XIX века в основном применялись гладкоствольные орудия с зарядкой через дульную часть. На кораблях использовались как абордажная артиллерия.